# UMC-1

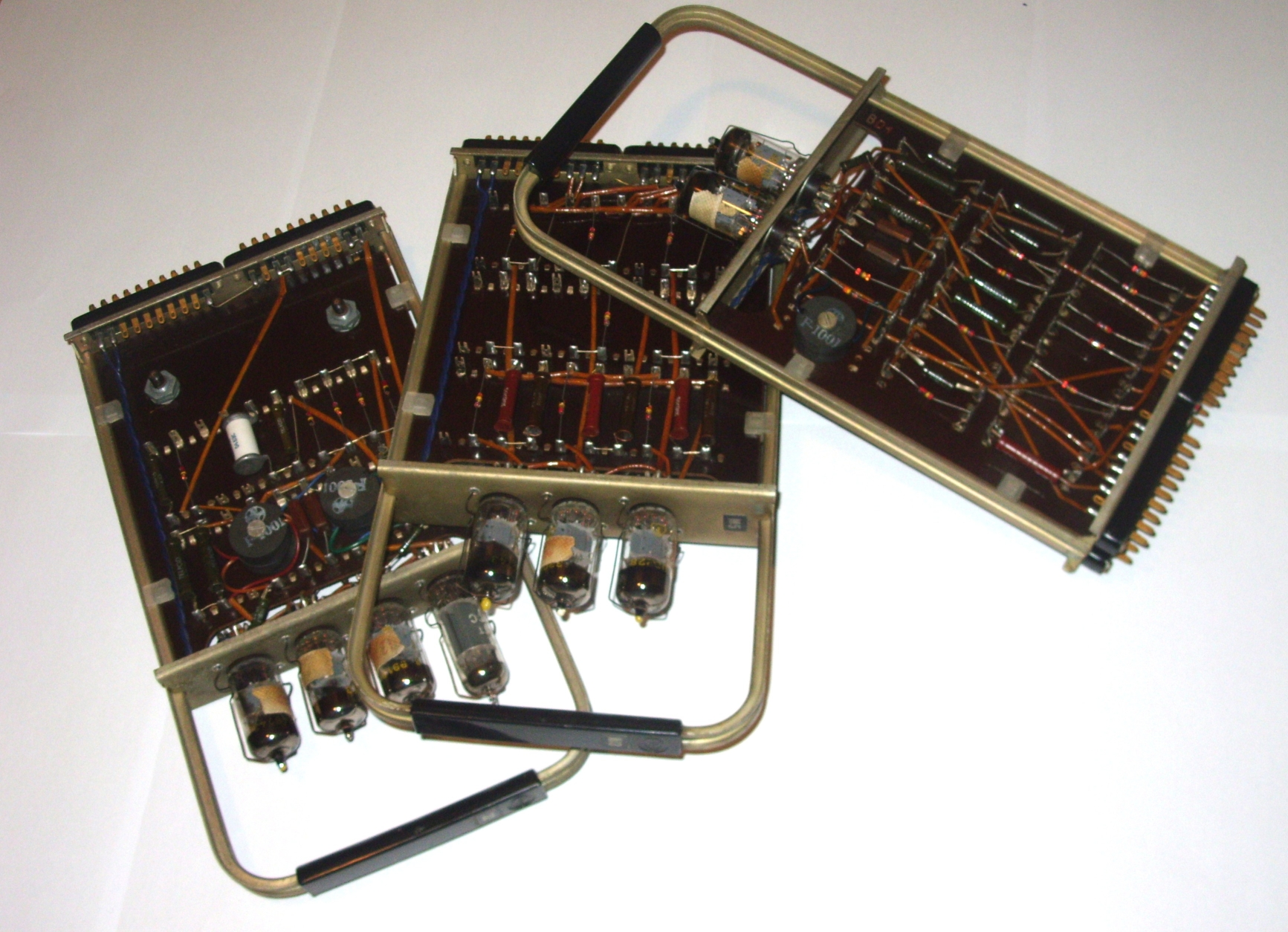
Pozostałości po komputerze UMC-1 odnalezione w zakamarkach Uniwersytetu Marii Curie-Skłodowskiej w Lublinie. Zastosowane tutaj lampy to ECC85, z wyjątkiem jednej E182CC sygnowanej "Philips - special quality" w module czterolampowym.

UMC-1 (Uniwersalna Maszyna Cyfrowa) – pierwszy komputer produkowany seryjnie przez Elwro od 1962 r. Elwro wyprodukowało i uruchomiło 25 szt. maszyn seryjnych, w tym jedną na eksport do Węgier.
Był to lampowy komputer pierwszej generacji opracowany w Zakładzie Konstrukcji Telekomunikacyjnych i Radiofonii Politechniki Warszawskiej, zbudowany na podstawie doświadczeń zdobytych na eksperymentalnej maszynie cyfrowej EMC wykonanej w 1959 r. Lampy eksploatowane w maszynie musiały być dobrej jakości. Stosowano zazwyczaj niemieckie, gdyż polskie nie miały dostatecznie dobrych parametrów. Na niektórych z nich widniały etykiety zawierające informację o prądzie anodowym każdej konkretnej lampy.

## Dane techniczne
- rodzina: UMC
- typ: mikroprogramowany komputer szeregowy I generacji zbudowany na lampach
- szybkość: 100 dodawań na sekundę
- bębnowa pamięć operacyjna:
  - pojemność: 4096 słów długości 36 bitów
  - średni czas dostępu: 10 ms
- urządzenia zewnętrzne: dalekopis z czytnikiem i perforatorem taśmy papierowej
- czytnik taśmy papierowej o szybkości 50 znaków na sekundę
- koszt 1 mln operacji (według cen z 1976 r.): 500 zł.
- jako pierwszy na świecie używał do obliczeń pozycyjnego systemu liczbowego o podstawie -2
- zasilanie: 6 kVA[1]
- wymiary jednostki centralnej: 2900 × 700 × 2400 mm[1]
- waga: około 1500 kg[3][1]

Produkcja w kolejnych latach (łącznie zbudowano około 29 komputerów UMC-1 [bez EMC]):
- 1959: 1 szt. (eksperymentalne EMC)
- 1961: 2 szt. (eksperymentalne UMC-1/alfa i UMC-1/beta)
- 1962: 3 szt. (prototypy UMC-1/gamma i UMC-1/delta, rozpoczęcie produkcji seryjnej)[2]
- 1963: 14 szt.[1]
- 1964: 10 szt.[4]

W 1965 roku uruchomiono jej wersję tranzystorową, maszynę UMC-10.

## Zachowane
- Fragmenty odnalezione na Uniwersytecie Marii Curie-Skłodowskiej w Lublinie i przekazane do Muzeum Przemysłu i Kolejnictwa na Śląsku.